# Карета
Каре́та (от итал. carretta < от лат. carrus — повозка), или ко́нный экипа́ж — закрытая пассажирская повозка с рессорами, различной конструкции и вместимости. 
Первоначально кузов кареты подвешивался на ремнях, потом для подрессоривания, с начала XVIII века, стали использовать пружины, а с начала XIX века стали использовать рессоры. Наиболее часто использовались для личного пользования, хотя с позднего средневековья в Европе начали использоваться в том числе и в качестве общественного транспорта. В качестве примера можно привести дилижанс, омнибус и шарабан. Самым распространенным видом дилижанса можно считать почтовую карету.

## Этимология и история
По одной версии слово «карета» пришло в Россию вместе с немецкими каретами (нем. karette), когда, с середины XVII века, они стали в массовом порядке завозиться германскими купцами и становились все популярнее среди московской знати. Наиболее вероятно, что слово употреблялось и ранее наряду с другими распространёнными в то время словами (например, «колымага»), к тому же слово использовалось в старославянском и польском языках. По другой версии слово «карета» заимствовано в середине XVII века из польского языка, где это слово к тому времени было широко распространено.

### Предыстория
Первые повозки на конной тяге, найденные в кельтских захоронениях, указывают на то, что кузов в них подвешивался на ремнях. Четырёхколесные экипажи также использовались в доисторической Европе и их классическая конструкция в виде колеса и рессорной подвески использовалась с незапамятных времен.

### Колесница
Колесница или фаэтон представляет собой наиболее ранний прототип повозок. Её изобретение уходит корнями в Месопотамию где ещё в III тысячелетии до нашей эры они применялись прото-индоевропейцами. Колесница была рассчитана на одного — двух человек и запрягали в неё от одной до четырех лошадей. Такая повозка, запряженная двумя лошадьми еще называлась «бига», если тремя — «трига», а четырьмя — «квадрига». Наиболее часто колесница находила применение в войнах, так как являлась легким и чрезвычайно быстрым транспортным средством на поле боя. Удобство применения состояло в том, что воинов на колесницах можно было быстро переправить в любую точку сражения. Особо роскошные колесницы-квадриги использовались в церемониальных действах. До наших дней дошли скульптурные изваяния квадриги Аполлона на фронтоне Большого Театра в Москве, на Триумфальной арке в Берлине, и еще в нескольких городах.

### Римская колесница
Уже в I веке до н. э. в Древнем Риме использовали для путешествий подрессоренные телеги. Наиболее вероятно, что римляне использовали некое подобие рессоры в виде цепей или кожаных ремней на что указывают раскопки древнеримской эпохи. Государства династии Чжоу в «Эпоху сражающихся царств» были известны тем, что использовали кареты для транспортных нужд, но с упадком цивилизации, секреты постройки карет того времени практически полностью утеряны.

### Средневековая карета
Обычная средневековая карета представляла собой четырёхколесный крытый экипаж с полукруглым навесным козырьком над сиденьем кучера. Для известной с Бронзового века традиции построения конструкции шасси и колес, характерна традиционная технология закрепления передней оси.
Изображения и задокументированные упоминания о рессоре на цепях встречаются в летописях XIV века, а к XV веку подобного типа кареты становятся популярными. Аристократы и принцы крови украшали кареты позолотой и родовыми регалиями. Карета того времени представляла собой четырёхколесный экипаж, в который запрягали одну или две пары лошадей (в зависимости от того насколько много было позолоты и украшений, так как они довольно много весили). Для постройки кареты использовались, в основном, железо и дерево, а обычные кареты для горожан обивались кожей. Другой тип повозки представляла собой подвижная сцена.

### Карета в России
На Руси наиболее древним из колесных экипажей была колымага (колымажка). Словарь русского языка XI—XVII веков определяет колымагу как «закрытый экипаж шатрового типа с кожаными пологами, закрывающими оконные отверстия». Эта ранняя форма колымаги свидетельствует о её происхождении от колесных повозок кочевых народов. В более позднее время колымаги по внешнему виду мало отличались от карет. Наиболее ранние упоминания о колымагах относятся к XVI веку. Судя по контексту использования слов «колымага» и «колымажка», в этих экипажах передвигались женщины, иногда им пользовались больные и старики. Мужчины из дворянских и боярских родов предпочитали ездить верхом. Об этом сообщал австрийский дипломат Сигизмунд Герберштейн, побывавший в России в 1517 и 1556 годах. Колымаги не могли стать ведущим средством передвижения для знати из-за того, что эти экипажи не имели рессор. Их кузов крепился непосредственно на оси колес. При сколько-нибудь высокой скорости колымаги начинало очень сильно трясти.
Кареты стали появляться в России в конце XVI — начале XVII века. В Оружейной палате хранится карета европейского производства конца XVI — начала XVII века, принадлежавшая Борису Годунову. Другая карета, польской работы начала XVII века, принадлежала боярину Н. И. Романову. Кареты и колымаги упоминаются в отчёте о расходах царской казны, составленном после разгрома Москвы 1611—1612 гг. Долгое время кареты рассматривали как недостойное мужчины-воина средство передвижения.
Перелом происходит в конце 1660-х — начале 1670-х годов, когда кареты стали массово ввозиться в Россию. В 1674 году швед И. Кильбургер отметил, что до недавнего времени немцы через Любек и Нарву ввозили в Россию большое количество каретных лошадей. Но теперь эта торговля упала от того, что многое уже привезено и лошади были не особенно хороши. «Теперь несколько лет тому назад в Лифляндии начали делать и привозить в Москву столько немецких карет, что теперь им также нет больше сбыта». Таким образом, к 1674 г. каретный рынок уже насытился. Собственное каретное производство начинается в России, вероятно, уже с первой половины XVII века. В последней четверти столетия на Колымажном дворе Кремля имелась карета русской работы. Мода на кареты была связана с перерождением дружинного сословия Древней Руси в благородное дворянство России Нового времени. Переход с коня (для мужчин) и колымаги (для женщин) на карету для обоих полов символизировал допетровскую европеизацию русского дворянства.
К началу 1680-х годов кареты стали очень престижным видом транспорта, указывающим на статус его владельца. Из-за их обилия на московских улицах появились первые пробки. Царь Федор Алексеевич указом от 28 декабря 1681 года запретил пользоваться каретами всем, кроме членов Боярской Думы. Широкое использование карет стало возможным только в Петербурге с его широкими и прямыми улицами.

### Как карета стала транспортом прошлого
Начиная с XIX века, когда в мире произошла промышленная революция, и были изобретены новые виды транспорта, отличные от кареты и не связанные с ней: паровой автомобиль, велосипед, паровоз.
В начале ХХ-го века карета, как транспортное средство, быстро вытеснялась более скоростным транспортом автомобилями и уже в 1920-30-е годы стала архаизмом. Сегодня сохранились единичные экземпляры в качестве музейных экспонатов, как аттракцион для развлечения отдыхающих граждан и как повозка для пышных церемоний, например коронация.